# جرح مزمن
الجرح المزمن هو الجرح الذي لا يكتمل برئه في مجموعة مراحل منتظمة وفي فترة زمنية يتوقع خلالها الشفاء منه كما هو الحال في معظم الجروح الأخرى؛ وبوجه عام فإن الجروح التي لا تلتئم في غضون ثلاثة أشهر غالبا ما تعتبر مزمنة.
قد تحدث الجروح المزمنة في واحدة أو أكثر من مراحل التئام الجروح. فعلى سبيل المثال غالبا ما تبقى الجروح المزمنة في مرحلة التهاب لفترة طويلة جدا.
وفي الجروح الحادة، فإن هناك ثمة توازن دقيق بين الإنتاج والتدهور في الجزيئات مثل الكولاجين؛ بينما يختفى هذا التوازن في الجروح المزمنة حيث يلعب التدهور دورا كبيرا للغاية.
قد لا تشفى الجروح المزمنة أو قد تستغرق سنوات للقيام بذلك. وتسبب هذه الجروح للمرضى ضغط نفسي وجسدي شديد، فضلا عن خلق عبئا ماليا كبيرا على المرضى ونظام الرعاية الصحية ككل.
الجروح الحادة والمزمنة هي على طرفي نقيض من طائفة متنوعة من أنواع الجروح التي تندمل بمعدلات مختلفة خلال عملية الشفاء ككل.

## التصنيف
يمكن تصنيف الجروح المزمنة إلى ثلاث فئات: قروح وريدية، جروح مصاحبة لمرض السكري، وقرحة الضغط. ويرجع العدد القليل من الجروح التي لا تقع ضمن هذه الفئات إلى أسباب مثل التسمم الإشعاعي أو الإسكيمية (فقر الدم الموضعي).

### القروح الوريدية والشريانية
تمثل القروح الوريدية، والتي تحدث عادة في الساقين، حوالي 70% إلى 90% من الجروح المزمنة  وتؤثر في الغالب على كبار السن. ويعتقد أن تكون هذه القروح نتيجة لارتفاع ضغط الدم الوريدي الناجم عن وظيفة غير صحيحة من الصمامات الموجودة في الأوردة لمنع الدم من التدفق إلى الوراء. وتنتج الإسكيمية من اختلال وظيفي، وكذلك إصابة ريبيرفوسيون، تسبب تلف الأنسجة التي تؤدي إلى الجروح.

### قروح مرض السكري
وكسبب رئيسي آخر للجروح المزمنة يأتي مرض السكري، ومعدل انتشاره المتزايد. ويتعرض مرضى السكر بنسبة أعلى من ٪ 15 لخطر البتر أكثر من عامة الناس  بسبب القروح المزمنة. وقد يسبب مرض السكري الاعتلال العصبي، مما يعوق العمليات العصبية التي تعمل على ترميز وتجهيز المنبهات الضارة بالصحة المعروفة بـ nociception بالإضافة إلى الإحساس بالألم. وهكذا يمكن للمريض في البداية ألا يلاحظ الجروح الصغيرة في الساقين والقدمين، وبالتالي قد يفشل في منع العدوى أو الإصابة المتكررة. وعلاوة على ذلك، فقد يتسبب السكري في إضعاف المناعة، وإتلاف الأوعية الدموية الصغيرة، ومنع بث الأوكسجين الكاف للأنسجة، والتي يمكن أن تسبب الجروح المزمنة. ويلعب الضغط أيضا دورا في تكوين قروح مرضى السكري.

### قروح الضغط
وثمة نوع رائد آخر من الجروح المزمنة وهو تقرحات الضغط،  والتي تحدث عادة في الأشخاص المصابين بأمراض مثل الشلل التي تحول دون تحريك أجزاء الجسم التي تخضع عادة للضغوط مثل الكعب، الكتف، والعجز. وتنتج قروح الضغط عن الإسكيمية التي تحدث عندما يكون الضغط على النسيج أكبر من الضغط في الشعيرات الدموية، وبالتالي يحد من تدفق الدم إلى تلك المنطقة. يتضرر النسيج العضلي، والذي يحتاج إلى مزيد من الاوكسجين والمواد الغذائية بصورة أكبر منالجلد، بصورة أسوأ من آثار الضغط لفترة طويلة. كما هو الحال في القروح المزمنة الأخرى اصابة ريبيرفوسيون تدمر الأنسجة.

## العلامات والأعراض
تعتبر الالام من الأمور الشائعة والمسيطرة على حياة مرضى الجروح المزمنة في كثير من الأحيان.
فمن المستحسن أن يتعامل مقدمي الرعاية الصحية مع آلام الجروح المزمنة ذات الصلة باعتبارها واحدة من الأولويات الرئيسية في علاج الجرح المزمن (جنبا إلى جنب مع الهدف الرئيسي). ويعانى ستة من أصل عشرة من المصابين بقرحة الساق الوريدية من الآلام، ، وكذلك هي الحال بالنسبة للجروح المزمنة الأخرى.
ويعتبر استمرار الألم (في الليل، وفي الراحة، وكذلك النشاط) هو المشكلة الرئيسية بالنسبة لمرضى القروح المزمنة. بالإضافة إلى الإحباط الناتج عن المسكنات الغير فعالة وخطط الرعاية التي كانوا غير قادرين على الالتزام بها.

## الأسباب
بالإضافة إلى ضعف الدورة الدموية، الاعتلال العصبي، وصعوبة الانتقال، والعوامل التي تسهم في الجروح المزمنة تشمل أمراض جهازية، والعمر، والصدمات المتكررة. وقد تسهم الأمراض الجلدية في تشكيل الجروح المزمنة مثل التهاب الأوعية الدموية، ونقص المناعة، تقيح الجلد الغرغريني، والأمراض التي تسبب فقر الدم الموضعي. وقد يكون النقص المناعي نتيجة لبعض الأمراض أو للأدوية الطبية المستخدمة على مدى فترة زمنية طويلة، مثل الستيرويد. ومن الممكن أن يؤثر الضغط النفسي سلبا على شفاء الجرح، وربما عن طريق رفع ضغط الدم ومستويات الكورتيزول، مما يقلل من المناعة.
وقد يكون الجرح المزمن خبيث، فعلى سبيل المثال، الأنسجة السرطانية يمكن أن تنمو حتى يعجز الدم عن الوصول إلى الخلايا والأنسجة حتى تصبح قرحة. ان السرطان، وخصوصا، سرطان الخلية الصدفية قد يكون نتيجة للجروح المزمنة، وربما بسبب التلف المتكرر للأنسجة التي تحفز التكاثر السريع للخلايا.
وثمة عامل آخر يمكن أن يساهم في الجروح المزمنة وهو الشيخوخة. حيث يتضرر جلد كبار السن بصورة أسهل، كما أن الخلايا الكبيرة العمر لا تتكاثر بسرعة، وقد لا تستجيب بشكل كافي فيما يتعلق بعدم تنظيم الجينات البروتينة المرتبطة بالضغط. وفي الخلايا الكبيرة العمر، فإن الجينات التي تستجيب للضغط تفرز بإفراط(overexpressed)عندما لا يتعرض الجين للضغط، ولكن عندما يتعرض للضغط، فإن إفراز البروتينات لا يتم تنظيمها(upregulated) بقدر الخلايا الأصغر.
العوامل المرضية التي يمكن أن تؤدي إلى فقر دم موضعي من المحتمل أن تساهم أيضا في الجروح المزمنة. وتشمل هذه العوامل التليف المزمن وتصلب الشرايين، الوذمة، وفقر الدم المنجلي، والأمراض المتعلقة بعدم كفاية الشرايين.
وتلعب الصدمات الجسدية المتكررة دورا في تشكيل الجرح المزمن من خلال البدء باستمرار تتالي الالتهابات. ربما تحدث الرضوض إما عن طريق الصدفة، مثل اصطدام الساق مرارا وتكرارا في كرسي متحرك، أو قد يكون نتيجة لأعمال متعمدة. قد يلجا متعاطو الهروين الذين لا يمكنهم الوصول إلى الأوردة إلى 'إبرازالجلد، أو عن طريق حقن المخدرتحت الجلد، والتي تضر النسيج بشكل كبير وكثيرا ما تؤدي إلى قرحة مزمنة. وفي بعض الأحيان يعتبر الأطفال الذين يعانون مرارا وتكرارا من جرح لا يلتئم ضحايا لأحد الوالدين المصاب بمتلازمة مانشهاوزن باي بروكسي، وهو المرض الذي قد يلحق فيه المسيء ضررا بالطفل من أجل الحصول على الاهتمام.

## الفيزيولوجيا المرضية
قد تؤثر الجروح المزمنة فقط على البشرة والأدمة، أو أنها قد تؤثرأيضا على أنسجة الأربطة. وقد تتشكل في الأصل من قبل نفس الأشياء التي تسبب الجروح الحادة، مثل الجراحة أو الصدمات العرضية، أو أنها يمكن أن تشكل نتيجة لإصابة الأجهزة أو الأوعية الدموية، أو المناعة، وعدم كفائة العصب، أو التواكب المرضي مثل الأورام أو الاضطرابات الأيضية. ومن الأسباب التي تجعل الجرح مزمنا هو أن تصبح قدرة الجسم على التعامل مع الضرر يتغلب عليها عوامل مثل الصدمات المتكررة، والضغط المستمر، الإسكيمية، أو المرض.
على الرغم من التقدم الكبير الذي تم إنجازه في دراسة الجروح المزمنة في الآونة الأخيرة، فإن التقدم في الدراسة العلاج لم تصل بعد إلى التوقعات المأمولة. ويرجع ذلك جزئيا إلى أن إجراء الدراسات على الحيوانات صعبة لأن الحيوانات لا يصابون بالجروح المزمنة، لأنها عادة ما تنسلخ من جلودها بسرعة ولأنها بطبيعة الحال لا تشيخ أو تصاب بأمراض مثل الاعتلال العصابي أو الأمراض المزمنة المنهكة. ومع ذلك، فإنه في الوقت الحالي يمكن للباحثين فهم بعض العوامل الرئيسية التي تؤدي إلى الجروح المزمنة ومنها الإسكيمية، أو اصابة ريبيرفوسيون، أو الاستعمار البكتيري.

### الإسكيمية
الإسكيمية هو عامل مهم في تشكيل واستمرار وجود الجروح، وخصوصا عندما تحدث بصورة متكررة (كما يحدث عادة) أو عندما يعاني منها مريض كبير العمر. وتتسبب الإسكيمية في التهاب الأنسجة كما تفرز الخلايا عوامل تجذب العدلات مثل انترلوكين، والكيموكين، والليكوترين، والعوامل المكملة
في حين أن هذه العوامل تحارب مسببات الأمراض، والعدلات إلا أنها تفرز أيضا السيتوكين الذي يسبب التهابات والانزيمات التي تتلف الخلايا. ويعتبر إنتاج واحدة من أهم وظائفهم هو إنتاج روس (أنواع الأكسجين التفاعلية) لقتل البكتيريا، والتي تستخدم انزيم يسمى الميلوبيروكسيداز. وتعمل الانزيمات وروس التي تنتجها العدلات وغيرها من كريات الدم البيضاء على تدمير الخلايا ومنعها من الانتشار وتعمل كذلك على اغلاق الجرح بتدمير الحمض النووي، والشحوم والبروتينات،  وECM(جزء من النسيج خارج الخلية الحيوانية التي عادة ما يوفر الدعم الهيكلي للخلايا الحيوانية بالإضافة إلى تنفيذ مختلف المهام الهامة الأخرى)، والسيتوكينات والتي تزيد من سرعة عملية الشفاء. وتبقى العدلات في الجروح المزمنة لفترة أطول مما هي عليه في الجروح الحادة، ويسهم في حقيقة أن الجروح المزمنة تحتوي على مستويات أعلى من السيتوكينات الالتهابية وروس. وبالرغم من أن السوائل المتدفقة من الجروح المزمنة تحتوي على فائض من البروتيز وروس، إلا أن السائل نفسه يمكن أن يحول دون اندمال الجرح عن طريق منع الخلايا من النمو دون وكسر عوامل النمو والبروتينات في ال ECM 

### الاستعمار البكتيري
وحيث أن مزيدا من الأكسجين في بيئة الجرح يسمح لخلايا الدم البيضاء إنتاج روس لقتل البكتيريا، ترتفع مخاطر العدوى لدى المرضى الذين يعانون من نقص الأوكسجين في الأنسجة، مثل المرضى الذين عانوا من انخفاض حرارة الجسم أثناء الجراحة. وكرد فعل المضيف المناعي على وجود البكتريا تطول فترة الالتهاب، ويتأخر اندمال الجرح وتتلف الأنسجة. ويمكن للعدوى أن تتسبب ليس فقط في الجروح المزمنة ولكن أيضا الغرغرينا، وفقدان أطرافهم المصابة، وموت المريض.
ومثل الإسكيمية، تتسبب الاستعمار البكتيري والعدوى في تلف الأنسجة من خلال التسبب في ضرر لعدد أكبر من العدلات لدخول مكان الجرح. وفي حالة المرضى الذين يعانون من جروح مزمنة، فإن الاستمرار على تناول المضادات الحيوية تعطى الوقت للبكتريا المقاومة للمضادات الحيوية لتطويرها. وبالإضافة إلى ذلك، فالمرضى المصابين بسلالات بكتيرية مقاومة للأدوية مثل البكتيريا المقاومة للمضادات الحيوية المشتقة من البنسللين، (MRSA) معرضون للإصابة بالجروح المزمنة أكثر من غيرهم.

### عوامل النمو والإنزيمات المحللة للبروتين
تختلف الجروح المزمنة أيضا في التركيب عن الجروح الحادة في أن مستويات الانزيمات المحللة للبروتين كالإيلاستاز. و(MMPs)(عضو في مجموعة من الانزيمات التي يمكن أن تحلل البروتينات) أعلى، في حين أن تركيز عوامل النمو مثل عامل النمو المشتق من الصفيحات ، وعوامل النمو الكيراتينية أقل.
وحيث أن عوامل النمو (GFs) تعتبر أمرا لا غنى عنه في تحديد الوقت المناسب لالتئام الجرح، فإن عدم كفاية مستويات عوامل النمو قد يكون عاملا هاما في تشكيل الجرح المزمن. يمتنع في الجروح المزمنة تكوين وخروج عوامل النمو، وربما تنعزل العوامل وتكون غير قادرة على أداء أدوارها في التمثيل الغذائي، أو تقل البروتياز الخلوية أو الجرثومية.
وقد تكون الجروح المزمنة مثل قروح السكري والوريدية ناتجة عن فشل الخلايا الليفية في إنتاج بروتينات ECM كافية وخلايا كيراتينية تعمل على شفاء الجرح. ويختلف التعبير الجيني في الخلايا الليفية عن الجروح الحادة.
وبرغم أن كل الجروح تتطلب مستوى معينا من الإيلاستاز والبروتياز للتضميد المناسب للجرح، إلا أن التركيز العالي جدا منهما تضر. تصدر كريات الدم البيضاء في المنطقة المحيطة بالجرح الإيلاستاز، مما يزيد من الالتهاب، ويدمر الأنسجة، وبروتيوغليكان، والكولاجين، ، وتدمر عوامل النمو، الفبرونيكتين وهو بروتين لاصق للخلايا، والعوامل التي تحول دون البروتياز. ويزيد نشاط الإيلاستاز بالزلال الموجود في الدم البشري، وهو معظم البروتين الموجود في الجروح المزمنة. ومع ذلك، فمن غير المرجح شفاء الجروح المزمنة في حالة عدم توفر الزلال الكافي، ولهذا فإن تنظيم مستوى البروتين في ذلك الجرح في المستقبل قد يكون مفيدا في شفاء الجروح المزمنة.
وقد تتسبب الزيادة في (MMPs)، والتي تم إصدارها بواسطة كرات الدم البيضاء، في جعل الجروح مزمنة. وتقوم الـMMPs بتحطيم جزيئات ECM، وعوامل النمو، ومثبطات الأنزيم البروتيني، وبالتالي زيادة التحلل، فيختل التوازن كليا.

## المُعالَجَة
على الرغم من أن علاج الأنواع المختلفة للجروح المزمنة تختلف قليلا، فيهدف العلاج المناسب لمعالجة المشاكل في جذور الجروح المزمنة، بما في ذلك الإسكيمية، تحميل البكتيريا، والخلل في البروتياز. توجد طرق مختلفة لتخفيف هذه المشاكل، بما في ذلك استخدام المضادات الحيوية والمضادة للبكتيريا، التنضير (الا زالة الطبية للأنسجة الميتة أو المتضررة لتحسين علاج الانسجة المتبقية)، والري(وسيلة لمنع العدوى) ،VAC (طريقة متطورة لا زالة الدم والسوائل المصلية من منطقة الجرح)، والحرارة، الأوكسجين، والعلاج بترطيب الجرح، وإزالة التوتر الميكانيكي، وإضافة الخلايا أو غيرها من المواد لإفراز أو تعزيز مستويات عوامل الشفاء.

### الوقاية والعلاج من العدوى
ولخفض عدد البكتريا في الجروح، قد يستخدم المعالجين المضادات الحيوية الموضعية، التي تقتل البكتيريا ويمكن أيضا عن طريق الحفاظ على بيئة الجرح رطبة، 
وهو أمر هام لتسريع شفاء الجروح المزمنة. وقد جرب بعض الباحثين استخدام زيت شجرة الشاي، وهي عامل مضاد للبكتيريا التي لديها أيضا آثار مضادة للالتهابات. ويعتبر استخدام المطهرات خطأ علاجى لأنه يتلف الأنسجة ويأخر اندمال الجرح. وعلاوة على ذلك، أثبتت عدم فعاليتها في المواد العضوية في الجروح مثل الدم والافرازات، وبالتالي فهي ليست مفيدة في الجروح المفتوحة.
وكلما زادت كمية الإفرازات والأنسجة النخرية في الجرح يزيد احتمال الإصابة بوصفه وسيلة لنمو البكتيريا بعيدا عن دفاعات المضيف. وتزدهر البكتيريا على النسيج الميت، وغالبا ما يتم تنظيف هذه الجروح جراحيا لإزالة الأنسجة الغير حية. ويعتبر التنضير وصرف سوائل الجرح جزءا هاما خاصة للعلاج من قرحة السكري، الأمر الذي قد يخلق الحاجة إلى البتر إذا خرجت العدوى عن نطاق السيطرة. والا زالة الميكانيكية للبكتيريا والأنسجة الميتة هو أيضا وراء فكرة ري الجرح، والتي يتم إنجازها باستخدام غسل نابض.
إزالة الأنسجة الميتة أو النخرية هو أيضا الهدف من العلاج باليرقات، وهو الإدخال المتعمد لليرقات الحية المطهرة من قبل طبيب الرعاية الصحية في الجروح الغير قابلة للشفاء. وتقوم اليرقات بحل الأنسجة النخرية والمصابة فقط ؛ كما أنها تطهر الجرح عن طريق قتل البكتريا، وتحفيز التئام الجروح. ولقد أثبت العلاج باليرقات سرعة تنظيف الجروح النخرية وتقليل الحمل البكتيري في الجرح، مما يؤدي إلى الشفاء المبكر، وانخفاض رائحة الجرح وتقليل الألم. إن الجمع والتفاعل بين هذه الإجراءات جعل اليرقات أداة فعالة للغاية في علاج الجروح المزمنة.
علاج الضغط السلبي للجرح (NPWT) هو علاج يحسن معاملة الأنسجة الدماغية وإزالة سوائل الجرح التي تستخدمها البكتيريا. ويقلل هذا العلاج، والمعروف أيضا بـVAC، من تورم الأنسجة، والتي تجلب المزيد من الدم والمواد المغذية للمنطقة. ويخفف العلاج أيضا الضغط على الأنسجة ويغير شكل الخلايا ويسبب لهم التعبير المختلف في mRNA وتتكاثر وتنتج جزيئات ECM.

### معالجة الصدمات والجروح المؤلمة
ويكون الألم المزمن المرتبط بالجروح التي لا تندمل نتيجة لتلف نسيج مسبب للألم أو العصب (الأعصاب) ويتأثر بتغيير الضمادة والالتهابات المزمنة، تستغرق الجروح المزمنة وقتا طويلا للشفاء ويمكن للمرضى أن يعانو من جروح مزمنة لسنوات عديدة. وشفاء الجرح المزمن قد يكون معرضا للخطر بسبب ظروف التعايش الأساسية، مثل ارتجاع الصمام الوريدي، وأمراض الأوعية الدموية الطرفية، والوذمة غير المنضبطة، وداء السكري.
وإذا لم يتم تقييم ألم الجرح وتوثيقه فقد يتم تجاهله أو عدم معالجته بشكل سليم. ومن المهم أن نتذكر أن زيادة ألم الجرح قد يكون مؤشرا على مضاعفات الجروح التي تحتاج إلى علاج، وبالتالي يجب إعادة تقييم الممارسين باستمرار للجرح وكذلك الألم المرتبط به.
إن المعالجة المثلى للجروح تتطلب تقييما شاملا. ويعتبر توثيق تجربة ألم المريض أمر بالغ الأهمية ويمكن أن تكون عن طريق استخدام يوميات مريض، (والتي يجب أن يهتم بها المريض)، أو تسجيل الألم بشكل كامل عن طريق المتخصصون في الرعاية الصحية أو مقدمي الرعاية. الاتصال الفعال بين المريض وفريق الرعاية الصحية أمر أساسي لهذا النهج الشمولي. وكلما قام متخصصو الرعاية الصحية بقياس الألم كلما زات احتمالية تقديم أو تغيير طرق المعالجة.
وفي الوقت الحاضر هناك خيارات محلية قليلة لعلاج الألم المستمر، في حين معالجة مستويات الإفرازات موجودة لكثير من الجروح المزمنة. ومن الخصائص الهامة للخيارات المحلية أنها توفر البيئة المثلى لالتئام الجروح، مع توفير جرعة ثابتة محلية منخفضة من الايبوبروفين خلال الحرب.
إذا كانت المعالجة المحلية لا توفر مسكن كافي للألم، قد يكون من الضروري للمرضى الذين يعانون جروحا مؤلمة مزمنة وصف علاجات منهجية إضافية للعنصر الجسدي لآلامهم. ولا بد للأطباء التشاور مع زملائهم في إشارة إلى سلم تخفيف الألم التابع لمنظمة الصحة العالمية عن خيارات العلاج المنهجية للاسترشاد بها. ومن كل تدخل دوائي ممكن ان يكون هناك فوائد وأضرار يجب على الطبيب أن يستشير فيها فريق علاج ورعاية الجرح.

### علاج فقر الدم الموضعي ونقص الأكسجة
تنقبض الأوعية الدموية في الأنسجة الباردة وتمدد في الأنسجة الدافئة، فتغير بذلك تدفق الدم إلى المنطقة. ومن ثم يكون الحفاظ على الأنسجة دافئة لازما لمكافحة العدوى والإسكيمية على حد سواء. يستخدم بعض متخصصوا الرعاية الصحية «ضمادة مشعة» للحفاظ على دفئ المنطقة ،و يجب وتوخي الحذر أثناء الجراحة لمنع انخفاض حرارة الجسم، التي تزيد من معدلات العدوى بعد الجراحة.
ويمكن علاج الإسكيمية الكامنة جراحيا بواسطة إعادة تكوين الأوعية الشرايين فعلى سبيل المثال في قروح السكري والمرضى الذين يعانون من القرح الوريدية، يمكنهم الخضوع لعملية جراحية لتصحيح الخلل في الوريد.
ويمكن لغير المرشحين للجراحة من مرضى السكري (وغيرها) أن تخضع أنسجتهم لزيادة الأكسجين عن طريق العلاج بضغط الأكسجين العالي، أو علاج بالاكسجين، والتي يمكنها التعويض عن القيود المفروضة على إمدادات الدم ونقص الأكسجة الصحيح. وبالإضافة إلى قتل البكتيريا، وارتفاع محتوى الأكسجين في الأنسجة فإنه يسرع إنتاج عامل النمو، نمو الخلايا الليفية، وتكوين الأوعية الدموية. ومع ذلك، فإن زيادة مستويات الاكسجين يعني أيضا زيادة إنتاج روس. ويمكن لمضادات الأكسدة، والجزيئات التي يمكن أن تفقد الإلكترون إلى الجذور الحرة من دون أن تصبح نفسها جذر حر ،ان تخفض مستويات الأكسدة في الجسم والتي حققت بعض النجاح في التئام الجروح.
وقد أظهر العلاج بالليزر منخفض المستوى مرارا نجاحا في خفض كبير لحجم وشدة قروح مرضى السكري وكذلك قروح الضغط الأخرى.

### عوامل النمو والهرمونات
وحيث أن الجروح المزمنة تقلل من إفراز(underexpress) عوامل النمو اللازمة لشفاء الأنسجة، فإن اندمال الجروح المزمنة قد يصبح أسرع من خلال استبدال أو تحفيز هذه العوامل وذلك من خلال منع تشكيل البروتياز كالإيلاستاز التي تقوم يبتحليلهم.
وكطريقة لزيادة تركيز عامل النمو في الجروح هو استخدام عوامل النمو بشكل مباشر، وإن كان هذا يتطلب الكثير من التكرار، ويتطلب كميات كبيرة من العوامل. وهناك طريقة أخرى وهي نشر مادة هلامية من الصفائح الدموية للمريض نفسة على الجرح، والتي تفرز من ثم عوامل النمو مثل عامل نمو الأوعية الدموية غشائي (VEGF)، وعامل نمو مشتق من الصفيحات (PDGF)، وعامل النمو الذي يشبه الانسولين IGF 1-2، وعامل النمو المحول - β (مركب (β)، وعامل نمو البشرة.EGF  ومن بين العلاجات الأخرى زرع خلايا كيراتينية مستنبتة إلى الجرح لمحاولة إصلاحه والتئامه بالإضافة إلى استنبات وزرع الخلايا الليفية في الجروح. ويعالج بعض المرضى بالجلد الاصطناعي الذي يحتوي على خلايا ليفية وخلايا كيراتينية في نسيج من الكولاجين لاعادة تحفيز نمو الجلد واصدار عوامل النمو.
وفي حالات أخرى، يغرس جلد الميتة على الجروح، كغطاء لمنع دخول البكتيريا ومنع تراكم النسيج الحبيبي، الذي يمكن أن يؤدي إلى ندبة كبيرة. على الرغم من allograft(الجلد المزروع من عضو من نفس النوع) يتم استبداله بالنسيج الحبيبي كما أنه لا يساعد بالفعل في التئام الجروح ،إلا إنه يشجع الانتشار الخليوي، ويوفر هيكلا للخلايا الظهارية حتى تزحف عبرها. وفي معظم الجروح المزمنة الصعبة، قد لا تعمل الـallografts، الأمر الذي يتطلب من ترقيع الجلد في مكان آخر من المريض، والتي يمكن أن تسبب الألم، ومزيدا من الضغط على نظام المريض.
وتعتبر ضمادات الكولاجين طريقة أخرى لتقديم نسيج للانتشار الخليوي، والهجرة، مع الحفاظ على رطوبة الجرح وامتصاص الإفرازات.
وحيث أن مستويات مثبطات الأنزيم البروتيني منخفضة في الجروح المزمنة يأمل بعض الباحثين العثور على طرق لعلاج الأنسجة عن طريق زرع هذه المثبطات فيها. يمكن أن يكون ال SLPI)، والذي يمنع ليس فقط البروتياز ولكن أيضا الالتهاب والكائنات الدقيقة مثل الفيروسات، والبكتيريا، والفطريات، قد علاجا فعالا.
وقد أظهر البحث في الهرمونات والتئام الجروح أن الاستروجين يسرع من التئام الجروح عند كبار السن في البشر والحيوانات الذين كانوا قد خضعوا لا زالة المبيض، وربما عن طريق منع دخول العدلات الزائدة من الجرح وإفرازكالإيلاستاز. وهكذا فإن استخدام هرمون الاستروجين هو المستقبل لعلاج الجروح المزمنة.

## علم الأوبئة
تصيب الجروح المزمنة في الغالب الكبار فوق عمر الـ 60.
ومعدل الإصابة به هو 0.78% من السكان وتتراوح نسبة انتشاره ما بين 0,18-0,32 ٪. كلما تقدم السكان في العمر ،كلما أصبح من المتوقع أن يرتفع عدد الجروح المزمنة.

## وصلات خارجية
- مشروع العلاج باليرقة نسخة محفوظة 21 فبراير 2009 على موقع واي باك مشين. على شبكة الإنترنت موقع في جامعة كاليفورنيا في ارفين، وقائمة ممارسي العلاج يرقة
- http://www.monarchlabs.com/ الموردين من يرقات الطبية (تطهير اليرقات sericata Phaenicia)، صور من قنينة يرقات الطبية
- BioTherapeutics التربية والتعليم ومؤسسة البحوث
- Hyde C, Ward B, Horsfall J, Winder G (ديسمبر 1999). "Older women's experience of living with chronic leg ulceration". Int J Nurs Pract. ج. 5 ع. 4: 189–98. DOI:10.1046/j.1440-172x.1999.00170.x. PMID:10839029. مؤرشف من الأصل في 2019-12-16.{{استشهاد بدورية محكمة}}:  صيانة الاستشهاد: أسماء متعددة: قائمة المؤلفين (link)
- http://www.thewoundinstitute.com المعتمدة، التفاعلية التعليم والرعاية التي تقدم في الجرح دون أي تكلفة
- http://www.elephantintheroom.com.au نسخة محفوظة 27 يناير 2009 على موقع واي باك مشين. موقع حملة التوعية من قبل الرابطة الأسترالية علاج الجروح

## قراءات أخرى
- Edited by Paul J. Sheffield, PhD; Caroline E. Fife, MD (2008). Wound Care Practice, 2nd Edition. Best Publishing Company. ص. 1312. ISBN:978-1-930536-38-8. {{استشهاد بكتاب}}: |مؤلف= باسم عام (مساعدة) والوسيط غير المعروف |unused_data= تم تجاهله (مساعدة)صيانة الاستشهاد: أسماء متعددة: قائمة المؤلفين (link)